# Glesien

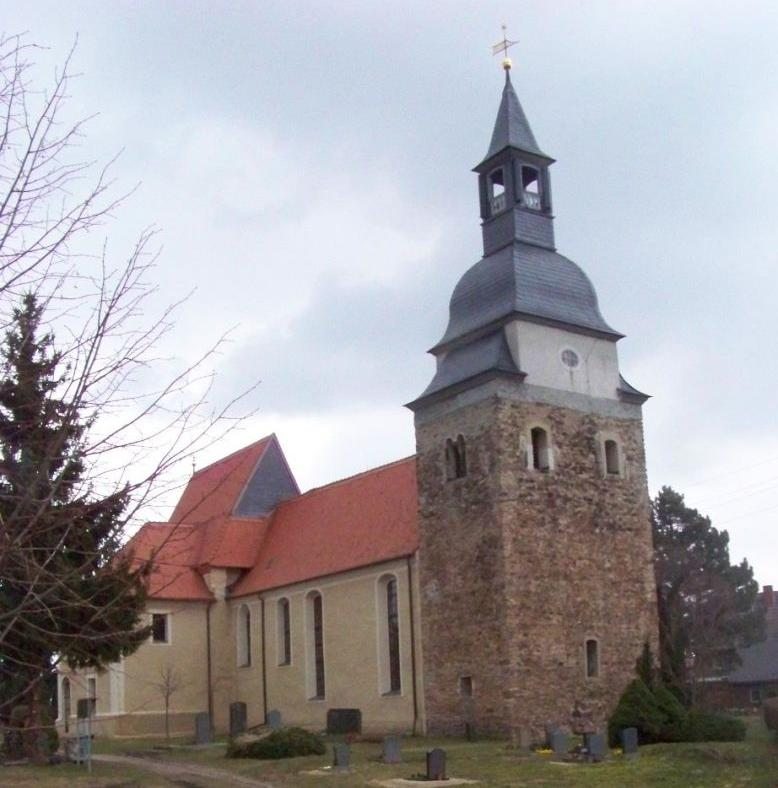
Kirche

Glesien [gleːˈziːn] ist ein Ortsteil der Stadt Schkeuditz im Landkreis Nordsachsen.

## Geografie

Lage von Glesien nördlich des Geländes des Flughafens Leipzig/Halle

Glesien liegt nördlich des Schkeuditzer Stadtzentrums. Es wird von diesem durch den Flughafen Leipzig/Halle getrennt, welcher direkt südlich der Ortslage angrenzt. Zu Glesien gehören die Ortsteile Ennewitz, Nockwitz und Schweiditz.

## Geschichte
Glesien und die in dessen Flur liegenden Orte Nockwitz und Schweiditz gehörten bis 1815 zum kursächsischen Amt Delitzsch. Durch die Beschlüsse des Wiener Kongresses kamen die Orte zu Preußen und wurden 1816 dem Kreis Delitzsch im Regierungsbezirk Merseburg der Provinz Sachsen zugeteilt, zu dem sie bis 1952 gehörten.
Der Ort Ennewitz lag bis 1815 im hochstiftlich-merseburgischen Amt Schkeuditz, das unter kursächsischer Oberhoheit stand. Durch die Beschlüsse des Wiener Kongresses kam der Ort ebenfalls zu Preußen und wurde dem Kreis Merseburg im gleichnamigen Regierungsbezirk der preußischen Provinz Sachsen zugeteilt. Am 1. Oktober 1937 erfolgte die Umgliederung des Orts in den preußischen Kreis Delitzsch. In der Folgezeit kam Ennewitz als Ortsteil vollständig zu Glesien.
Im Zuge der Kreisreform in der DDR von 1952 wurde Glesien mit seinen Ortsteilen dem neu zugeschnittenen Kreis Delitzsch im Bezirk Leipzig zugeteilt, welcher 1994 im Landkreis Delitzsch aufging. Am 1. Januar 1999 wurde Glesien Ortsteil der in den Landkreis Delitzsch gewechselten Stadt Schkeuditz.

## Religion

### Evangelisch-lutherische Gemeinde
Die einzige Kirche in Glesien, die evangelisch-lutherische Johanneskirche, gehört mit ihrer Kirchengemeinde zum Pfarrbereich Zschortau im Kirchenkreis Torgau-Delitzsch der Evangelischen Kirche in Mitteldeutschland.

### Römisch-katholische Gemeinde
Als katholische Sachsengänger in größerer Zahl in Glesien arbeiteten, stellte der Inspektor des Gutshofes in Glesien um 1900 einen Raum für gelegentliche katholische Gottesdienste zur Verfügung, die in den Sommermonaten stattfanden. Glesien gehörte damals zur Kirchengemeinde Delitzsch.
Nachdem sich die Zahl der Katholiken durch die Flucht und Vertreibung Deutscher aus Mittel- und Osteuropa im Raum Glesien stark vergrößert hatte, wurde zum 4. Oktober 1947 Pfarrer Max Bahr zum Kuratus von Glesien ernannt. Er wohnte im Gasthof am Schulplatz und hielt katholische Gottesdienste in der evangelischen Kirche. Damit wurde in Glesien eine katholische Kirchengemeinde gegründet, die am 1. November 1947 zur Kuratie erhoben wurde. Als Kuratie gehörte Glesien zur Pfarrei Delitzsch im Dekanat Wittenberg. Zur Errichtung eines katholischen Gotteshauses kam es in Glesien jedoch nicht.
Mitte 1951 musste Philipp Albert, der seit 1950 der Nachfolger von Max Bahr war, seine Wohnung in der Lindenstraße in Glesien verlassen und fand eine neue Unterkunft in Zwochau. Am 1. Juni 1951 wurde der Sitz der Kuratie von Glesien nach Zwochau verlegt, wo später auch eine katholische Kirche (Hl. Pius X.) erbaut wurde.
Römisch-katholische Einwohner von Glesien gehören heute zur Pfarrei St. Klara mit Sitz in Delitzsch.

## Kulturdenkmale
In der Liste der Kulturdenkmale in Schkeuditz sind für Glesien sechs Kulturdenkmale aufgeführt.

## Infrastruktur

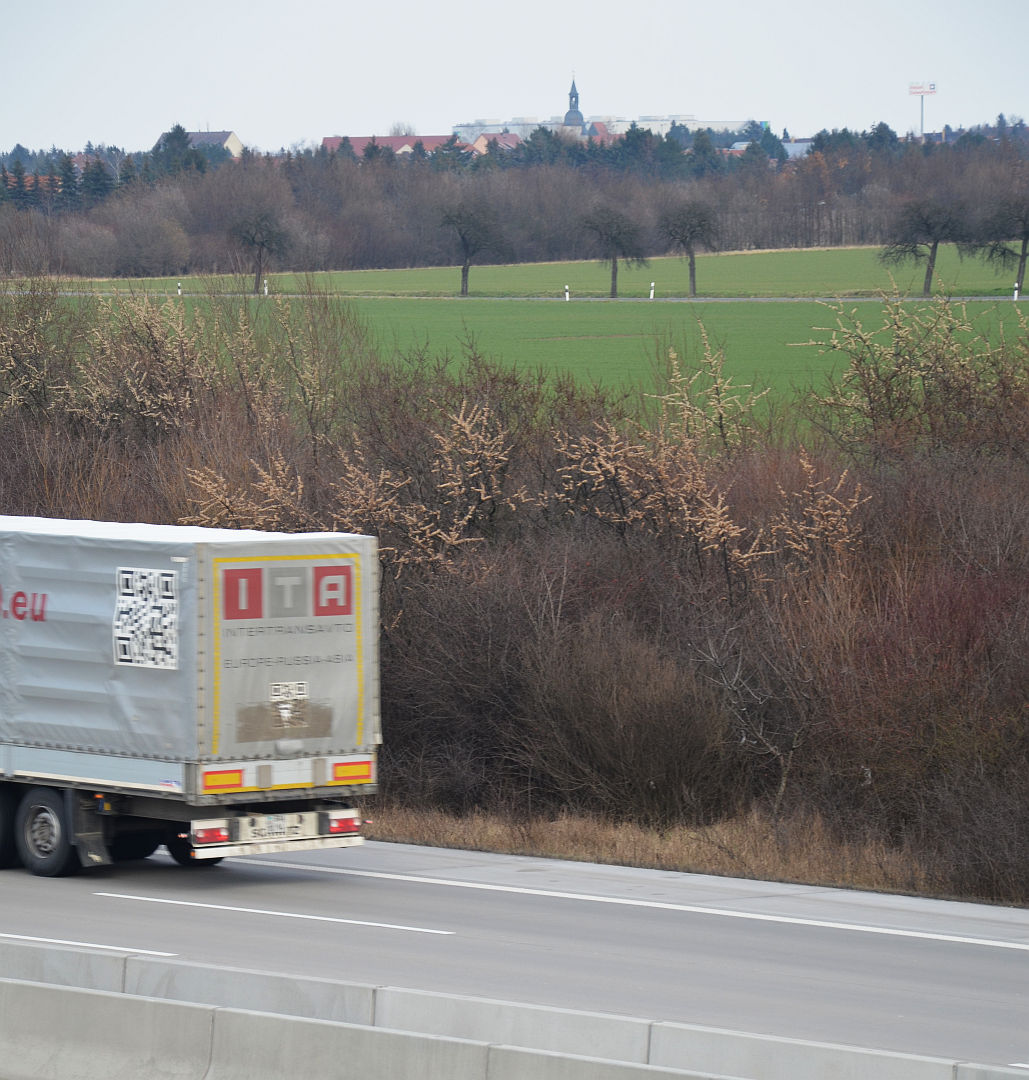
A 9 mit Glesien im Hintergrund

### Verkehrsanbindung
Glesien liegt nordöstlich des Schkeuditzer Kreuzes, welches die Bundesautobahn 9 (Berlin – Leipzig – München) mit der Bundesautobahn 14 (Wismar – Magdeburg – Dresden) verbindet. Glesien ist über die A9, Abfahrt Wiedemar, erreichbar.
Direkt südlich der Ortslage befindet sich der Flughafen Leipzig/Halle. Zwischen 1929 und 1970 hatte Glesien einen Halt an der Delitzscher Kleinbahn.

### Wirtschaft
Östlich des Orts befindet sich der „Airport Gewerbepark Glesien“.

### Kultur
Inmitten des Ortes Glesien ist der Chor Arion Glesien ansässig.